# Kościół Wniebowzięcia Najświętszej Marii Panny w Toruniu

Usytuowanie świątyni na planie toruńskiej starówki

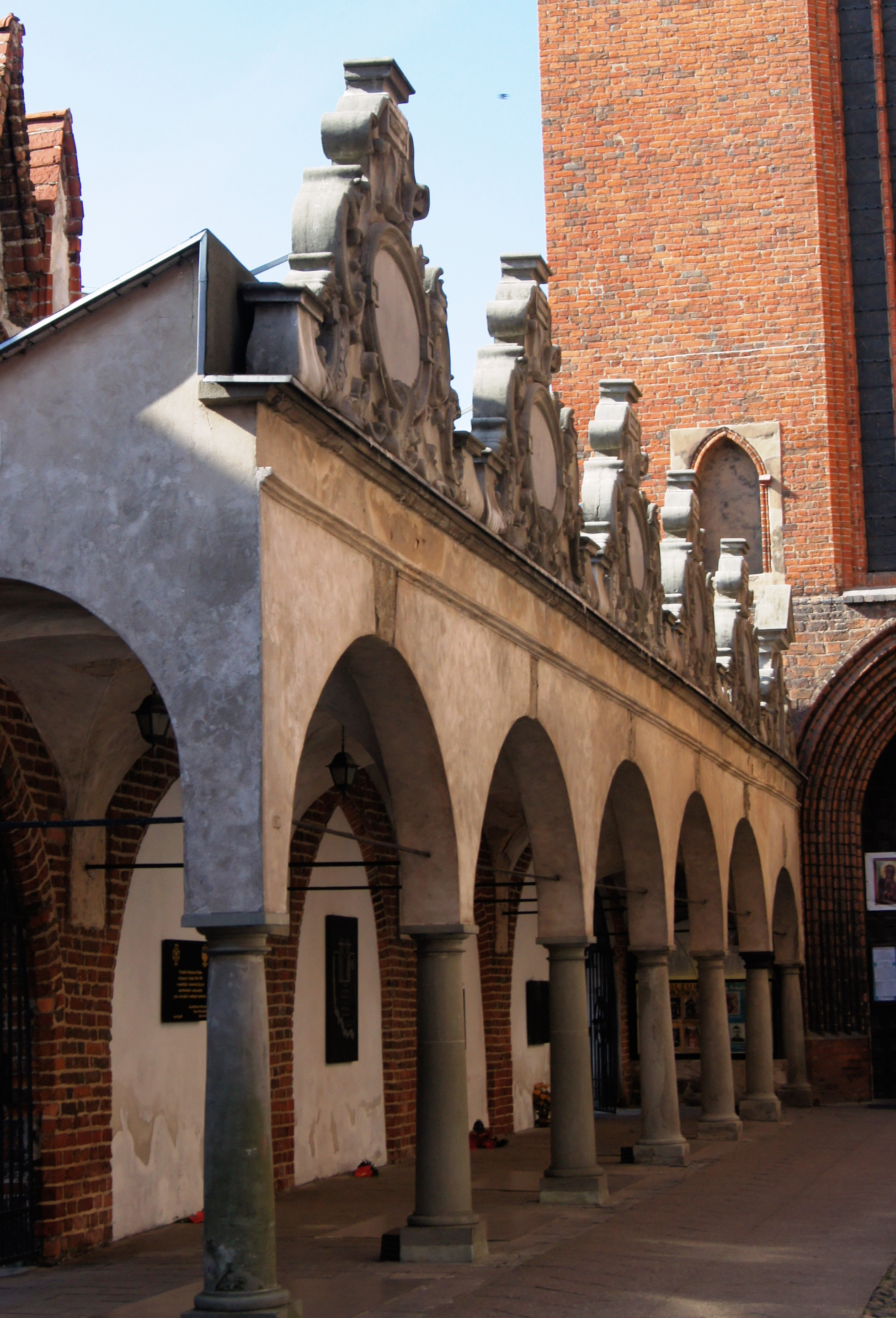
krużganki

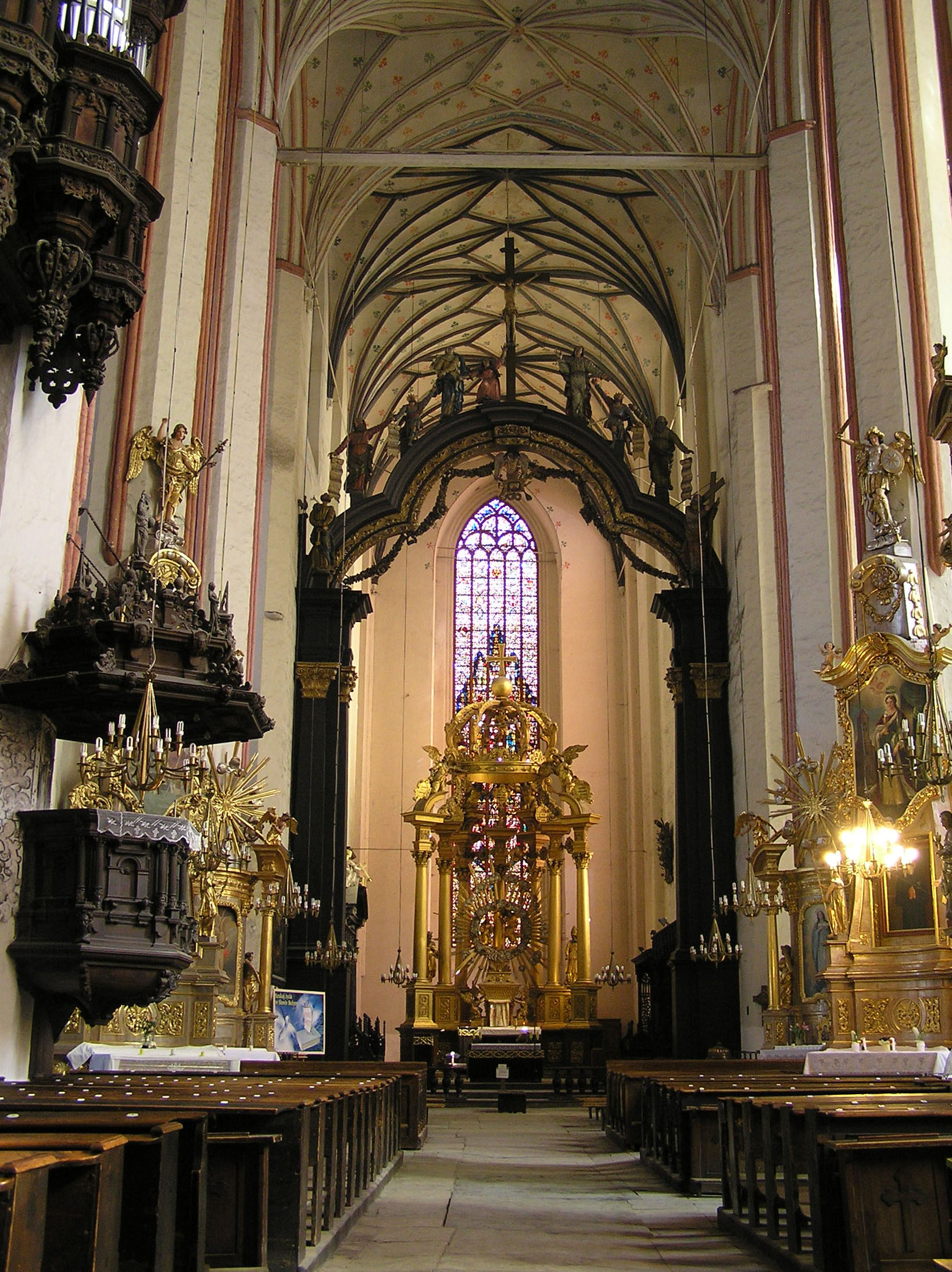
Wnętrze w kierunku wschodnim

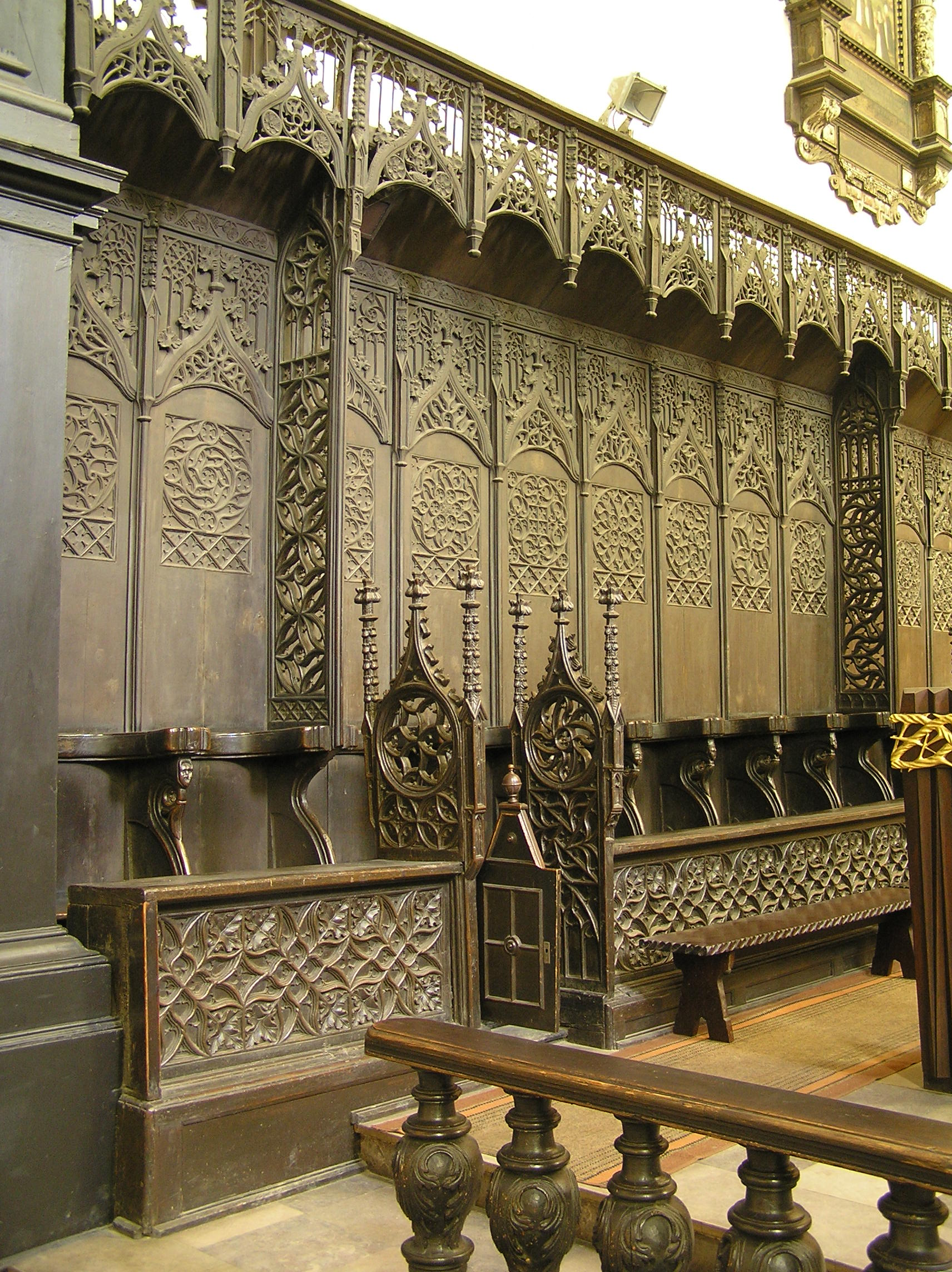
Stalle w prezbiterium

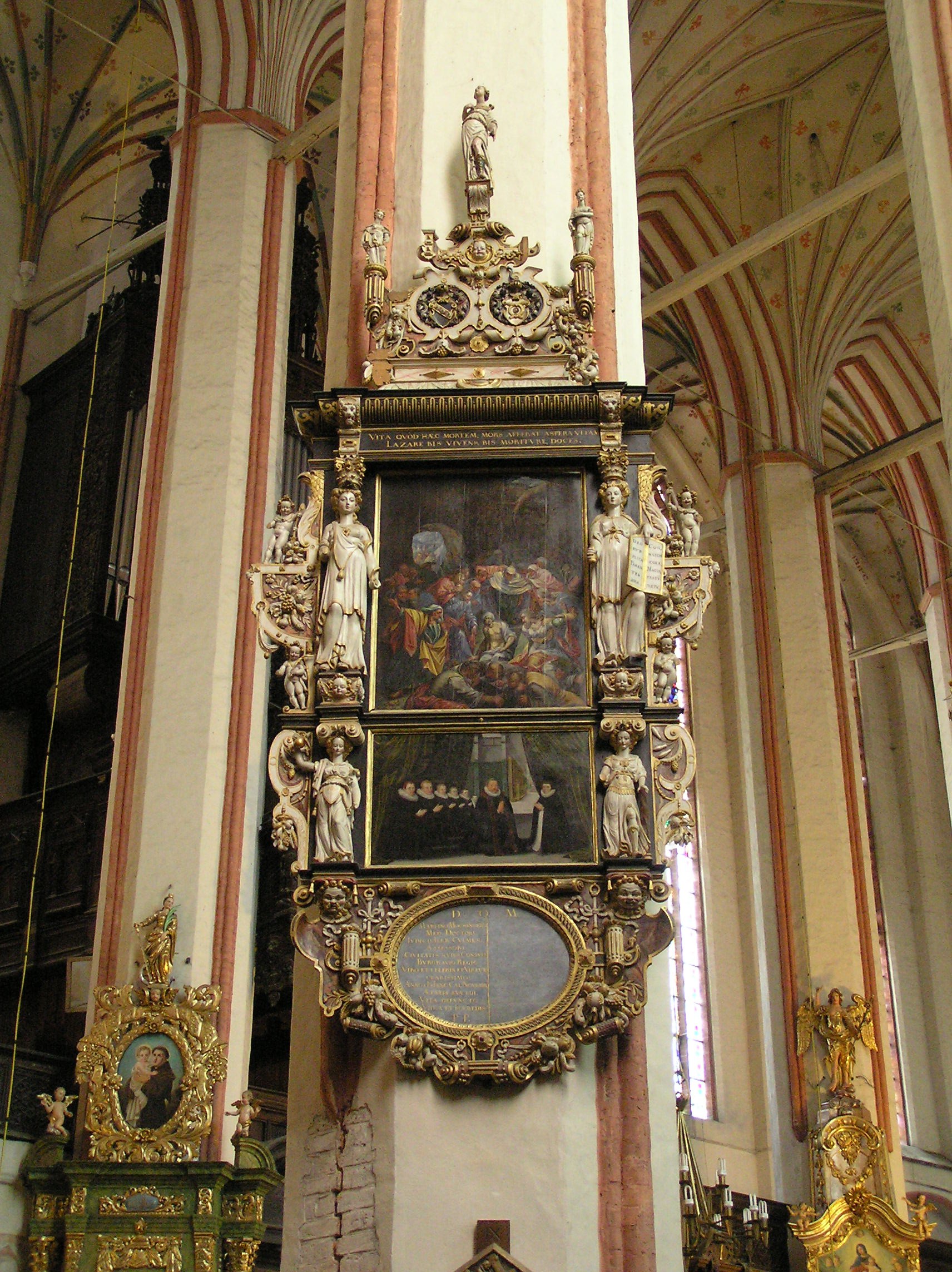
Epitafium Mochingerów (ok. 1590)

Kościół Wniebowzięcia Najświętszej Marii Panny i bł. Stefana Wincentego Frelichowskiego w Toruniu – pierwotnie franciszkański, w latach 1557–1724 w rękach protestantów, w latach 1724–1821 bernardynów, od 1830 roku parafialny.
W 2001 roku biskup Andrzej Suski, nadał kościołowi pw. Wniebowzięcia Najświętszej Marii Panny drugi tytuł – bł. Stefana Wincentego Frelichowskiego i podniósł świątynię do godności sanktuarium błogosławionego.
Kościół uchodzi za jeden z symboli Torunia. Mieści się przy ul. Panny Marii 2, w północno-zachodnim narożniku Rynku Staromiejskiego. Przy jej południowym krańcu znajduje się dawna furta klasztorna, obecnie pełniąca funkcję plebanii.

## Historia
Według późniejszego przekazu franciszkanie przybyli do Torunia w 1239 roku. W 1243 roku w klasztorze odbył się synod z udziałem legata papieskiego Wilhelma z Modeny, więc zapewne do tego czasu zdążono wznieść już jakieś zabudowania. Informacje o najstarszych pochówkach w kościele pochodzą z lat 70. XIII w. W ciągu XIII i XIV w. rozbudowywano kościół i klasztor, a zakonnicy utrzymywali dobre stosunki z zakonem krzyżackim. Od początku XVI w. można zaobserwować rosnące wpływy reformacji i spadek liczby nowych zakonników. W połowie XVI w. przyległy do kościoła klasztor przeszedł na własność miasta. Od 1557 roku kościół był użytkowany przez protestantów. W 1565 roku umieszczono tutaj szkołę ewangelicką, którą w 1568 roku przekształcono w gimnazjum, które zreformowane przez Henryka Strobanda stało się szkołą o bardzo wysokim poziomie. Z kościołem związany był teolog i kaznodzieja luterański Piotr Artomiusz (w Toruniu od 1586 r. do śmierci w 1609 roku). Od XVI wieku w kościele byli chowani przedstawiciele patrycjatu Torunia wyznania ewangelickiego, po 1724 roku również polską szlachtę. W 1636 roku w kościele pochowano siostrę króla Polski Zygmunta III Wazy, Annę Wazównę, zmarłą w 1625 roku.
W wyniku tumultu toruńskiego z 1724 roku kościół odebrano luteranom i przekazano bernardynom. W 1798 roku rozebrano gotyckie bogato dekorowane szczyty nad nawami i potrójne dachy wznosząc obecny jeden dach dwuspadowy nad całym korpusem i nowe szczyty. Pierwotny wygląd szczytów i dachów jest znany dzięki rysunkom Georga Friedricha Steinera. W 1821 roku zakon bernardynów uległ kasacji, a kościół przeszedł w posiadanie parafii św. Wawrzyńca. Budynki klasztorne rozebrano rok później. 10 lat później kościół został siedzibą nowej parafii. Pod koniec XIX wieku przeprowadzono niezbędne prace remontowe przy kościele. Od lipca 1938 roku do września 1939 roku wikariuszem w kościele był bł. ksiądz Stefan Wincenty Frelichowski.

## Fazy budowy
- Pierwszy kościół z ok. połowy XIII w.[18] był prostokątną budowlą salową o długości ok. 18 m, szerokości ok. 8 m i wysokości 12 m[19]. Od północy przylegała do niego dzisiejsza zakrystia, w formie pierwotnej parterowa i od wschodu zamknięta prosto[19].
- W kościele drugim wschodnie zamknięcie ścianą prostą zastąpiono wielobokiem (podobnie uczyniono ze wschodnią ścianą zakrystii) oraz nadbudowano ściany do wysokości ok. 18 m. Prezbiterium było sklepione[20]. Nieznany jest kształt zachodniej części drugiego kościoła. Jeśli zaliczyć do niego relikty odkryte w nawie głównej i między południowymi filarami korpusu, należałoby się spodziewać niesymetrycznej budowli jednonawowej z wydłużonym prezbiterium i nieco szerszą nawą[21].
- W XIV w. powstał trzeci kościół, którego kształt nie jest możliwy do dokładnego ustalenia[22]. Przy jego budowie prawdopodobnie poszerzono prezbiterium do dzisiejszej szerokości przy zachowaniu dotychczasowej wysokości (ok. 18 m)[23].
- Obecny, czwarty kościół w postaci trójnawowej hali z emporą w nawie północnej powstał w 3. i 4. ćwierci XIV w.[24][25].

## Architektura
Jest to trójnawowa, asymetryczna hala bez wieży. Prezbiterium jest wydłużone, prostokątne, jego wschodnia elewacja (najlepiej widoczna od strony Rynku Staromiejskiego i dlatego pełniąca rolę fasady) jest zwieńczona trzema ośmiobocznymi wieżyczkami, z których środkowa jest wyższa od pozostałych. Przestrzeń pomiędzy nimi wypełniają szczyciki złożone ze sterczyn i wimperg. Korpus jest prostokątny, o zwartej bryle, przykryty jednym dwuspadowym dachem. Okna we wszystkich elewacjach są wąskie i smukłe, zamknięte łukiem ostrym i przeważnie trójdzielnie, z wyjątkiem pięciodzielnego okna we wschodniej ścianie prezbiterium i czterodzielnego środkowego okna w elewacji zachodniej. Boczne ściany prezbiterium i północna korpusu są opięte skarpami biegnącymi przez prawie całą wysokość elewacji. Skarpy w ścianie południowej korpusu są wciągnięte do wewnątrz, przez co zewnętrzna elewacja od tej strony jest gładka. Górą przez wszystkie elewacje biegnie fryz z motywem czteroliścia.
Wnętrze o wysokości 27 m jest przekryte sklepieniami gwiaździstymi, w nawach bocznych cztero-, w nawie głównej sześcio-, a w prezbiterium o ośmioramiennymi. W dolnej części nawy północnej znajduje się empora, będąca częścią dawnego krużganka klasztornego włączonego do wnętrza kościoła.
Od strony południowej, na przedłużeniu zewnętrznego muru korpusu, od strony ul. Panny Marii wznosi się mur z blankami i dwoma ostrołukowymi bramami. Do muru tego ok. połowy XVII w. dobudowano krużganek z wolutowymi szczytami rozebranymi w 1939 roku.
Zabudowania dawnego klasztoru franciszkanów tworzyły kompleks budynków na północ od kościoła. Po rozbiórce w XIX w. zachował się jedynie niewielki fragment skrzydła zachodniego, przylegający do kościoła.
Kościół pofranciszkański w Toruniu ma duże znaczenie dla rozwoju architektury gotyckiej Pomorza. Był pierwszą tak wysoką halą na tym terenie, a motyw skarp wciągniętych do wnętrza zostanie dalej twórczo rozwinięty w architekturze Gdańska (kościół Mariacki).

## Wyposażenie i wystrój
Z okresu franciszkańskiego w kościele zachowały się elementy gotyckiego wyposażenia wnętrza:
- drewniane dębowe stalle, dekorowane motywami maswerkowymi, najcenniejszy element wyposażenia wnętrza zachowany na miejscu, jeden z najcenniejszych w Polsce zespołów snycerki średniowiecznej[39];
- późnogotycki krucyfiks z ok. 1510–1520[40].

W kościele znajduje się również dzwon św. Wawrzyńca, pochodzący z 1386 roku. Jest to jeden z najstarszych dzwonów w Polsce.
Poza kościołem eksponowane są:
- fragmenty witraży z końca XIV w. (od lat 50. XX wieku w Muzeum Okręgowym w Toruniu)[42];
- ołtarz główny (tzw. poliptyk), od 1990 roku w Muzeum Diecezjalnym Sztuki Religijnej w Pelplinie. W części środkowej znajdowała się rzeźba przedstawiająca Koronację Maryi, po jej obu stronach złocone i posrebrzane figury świętych[43];
- dużych rozmiarów rzeźba Chrystusa w grobie z okresu 1380–1400 (obecnie w Muzeum Okręgowym w Toruniu)[44][45]

Ważnym elementem wystroju wnętrza są malowidła ścienne. W nawie południowej są to wysokiej klasy malowidła z ok. 1380-1390 przedstawiające świętych, Chrystusa Bolesnego i Marię Bolesną pod architektonicznymi baldachimami, w których widoczne są wpływy malarstwa czeskiego. Polichromie te należą do wybitnych osiągnięć średniowiecznego malarstwa na ziemiach polskich. Na ścianie północnej nawy głównej znajdują się malowidła Sceny z życia św. Franciszka (również: Kazanie do ptaków) oraz nie mająca tytułu scena z łodzią (z 2. ćw. XV wieku).
Z okresu protestanckiego pochodzą renesansowe, manierystyczne i wczesnobarokowe elementy wyposażenia. Należą do nich przede wszystkim liczne wysokiej klasy artystycznej epitafia mieszczan, w tym najcenniejsze – epitafium rodziny Neisserów z 1594 roku, z obrazem malarza Fabiana, przedstawiającą chrzest Chrystusa na tle panoramy Torunia, poza tym epitafia Mochingerów, rodziny von den Linde (sprzed 1586), Strobandów (1590 roku, zapewne wykonane przez Willema van den Blocke), Stadtländerów (1683 rok), Anny z Leszczyńskich Potockiej (1653 rok), Wolfa Pistorisa. W Muzeum Okręgowym w Toruniu przechowywane są ponadto pochodzące z tego kościoła epitafia burmistrza Torunia Henryka Strobanda i ławnika staromiejskiego Edwarda Roggena. Z początku XVII w. pochodzi główna część prospektu organowego oraz manierystyczna ambona (1605 rok).

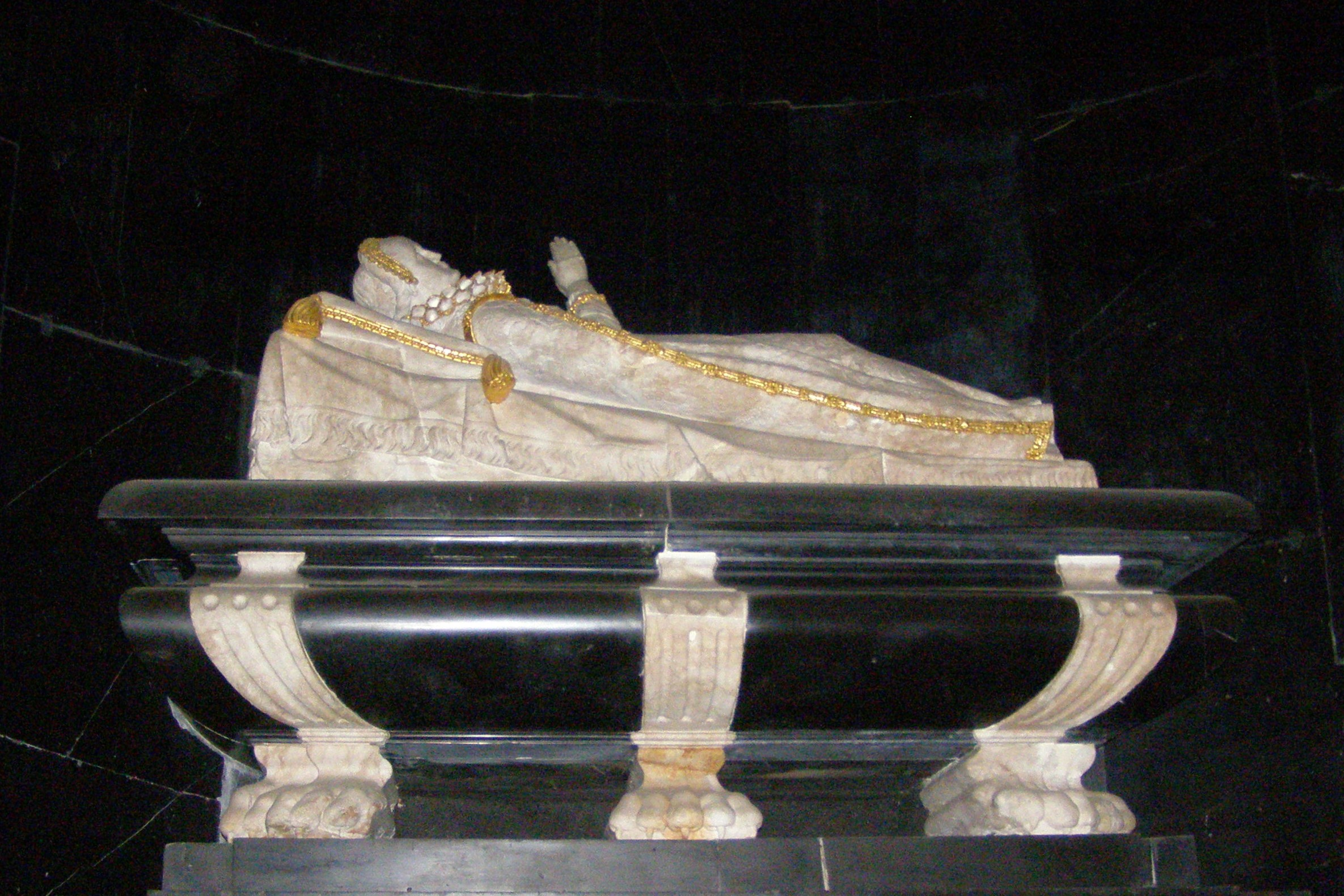
Sarkofag królewny Anny Wazówny w mauzoleum

W 1636 roku w mauzoleum wzniesionym przy drugim od wschodu przęśle prezbiterium, od strony północnej, pochowano królewnę szwedzką Annę Wazównę, siostrę króla Polski Zygmunta III Wazy, która zmarła w 1625 roku w Brodnicy, ale z powodu zakazu odprawiania tam nabożeństw luterańskich nie mogła być pochowana w tym mieście. Barokowe mauzoleum wykonane w czarnym marmurze i białym alabastrze ma formę półkolistej kaplicy, do której prowadzi portal.
Pozostałe wyposażenie pochodzi w zasadzie z okresu, gdy kościół należał do bernardynów. Są to późnobarokowe ołtarze przy filarach nawy głównej (w tym obeliskowe, wzorowane na ołtarzach w kościele jezuitów w Grudziądzu) oraz siedmiokolumnowy, monumentalny ołtarz główny o symbolice maryjnej z 1731 roku dzieła Jana Guhra i Chrystiana Kynasta. Warto wymienić również drewniany łuk tęczowy z lat 1728–1729.
Na przełomie XIX i XX w. (lata 1898–1916) powstały neogotyckie witraże wykonane przez firmę Binsfelda i Jansena z Trewiru.

## Organy
Instrument zbudowany w 1609 roku przez Hansa Hewigkena z Neustadt (Szlezwig-Holsztyn). W latach 1923–1925 został całkowicie przebudowany przez Dominika Biernackiego z Włocławka. W 1976 roku wprowadzono modernizacje techniczne (W. Przytulski z Oliwy). Z elementów historycznych zachowały się tylko szafy organowe.